# 小桜村
小桜村（こざくらむら）は茨城県新治郡にかつて存在した村である。

## 地理
- 現在の石岡市の南西部、旧八郷町の南部に位置する。
- 村内には小桜川が流れている。
- 八溝山地の筑波山塊に位置し、村域のほとんどは山がちな地形である。

## 歴史
村名は村内を流れる小桜川に由来する。

### 村域の変遷
- 1889年（明治22年）4月1日 - 町村制施行により、半田村・川又村・月岡村・青田村・弓弦村・柴内村・辻村・菖蒲沢村・小野越村・仏生寺村が合併し発足。
- 1955年（昭和30年）1月1日 - 柿岡町・小幡村・葦穂村・恋瀬村・瓦会村・園部村・林村と合併し八郷町が発足。同日小桜村廃止。

変遷表
| 1868年 以前 | 1868年 以前 | 明治22年 4月1日 | 昭和30年 1月1日 | 平成17年 10月1日 | 現在   |
| ----------- | ----------- | --------------- | --------------- | ---------------- | ------ |
|             | 半田村      | 小桜村          | 八郷町          | 石岡市           | 石岡市 |
|             | 川又村      | 小桜村          | 八郷町          | 石岡市           | 石岡市 |
|             | 月岡村      | 小桜村          | 八郷町          | 石岡市           | 石岡市 |
|             | 青田村      | 小桜村          | 八郷町          | 石岡市           | 石岡市 |
|             | 弓弦村      | 小桜村          | 八郷町          | 石岡市           | 石岡市 |
|             | 辻村        | 小桜村          | 八郷町          | 石岡市           | 石岡市 |
|             | 菖蒲沢村    | 小桜村          | 八郷町          | 石岡市           | 石岡市 |
|             | 小野越村    | 小桜村          | 八郷町          | 石岡市           | 石岡市 |
|             | 仏生寺村    | 小桜村          | 八郷町          | 石岡市           | 石岡市 |

## 大字
- 半田（はんだ）
- 川又（かわまた）
- 月岡（つきおか）
- 青田（あおた）
- 弓弦（ゆづり）
- 柴内（しばうち）
- 辻（つじ）
- 菖蒲沢（しょうぶさわ）
- 小野越（おのごえ）
- 仏生寺（ぶっしょうじ）

## 人口・世帯

### 人口
総数 [単位： 人]
| 1891年（明治24年） | 2,581 |
| 1920年（大正 9年） | 2,872 |
| 1935年（昭和10年） | 3,093 |
| 1950年（昭和25年） | 3,756 |

### 世帯
総数 [単位： 世帯]
| 1920年（大正 9年） | 601 |
| 1935年（昭和10年） | 557 |
| 1950年（昭和25年） | 641 |